# Heinrich Heger

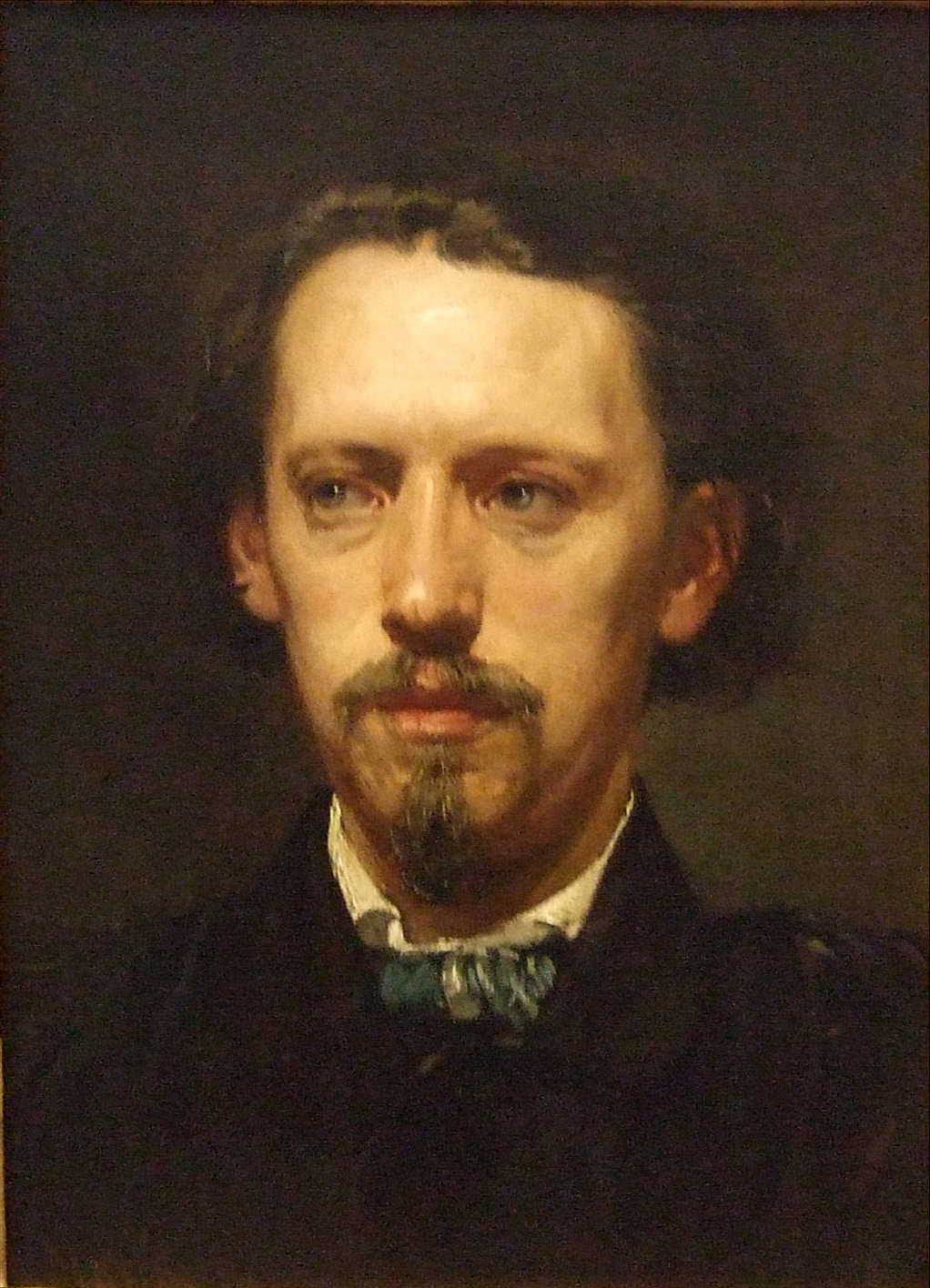
Hans von Marées: Porträt Heinrich Heger (1861)

Heinrich Anton Heger (* 6. September 1832 in Hadersleben; † 4. Februar 1888 in München) war ein deutsch-dänischer Architekturmaler.

## Leben
Heger, im derzeit unter dänischer Verwaltung stehenden Hadersleben bei Schleswig geboren, studierte 1852 bis 1856 bei Heinrich Hansen an der Königlich Dänischen Kunstakademie in Kopenhagen Architekturmalerei und spezialisierte sich auf Renaissanceinterieurs. Erste Erfolge hatte er mit Darstellungen des herzoglichen Betstuhls in der Kapelle von Schloss Gottorf. Ein Stipendium der Kopenhagener Kunstakademie ermöglichte ihm eine Studienreise über Wismar, Lüneburg, Hildesheim, Dresden und Nürnberg nach München, wo von 1858 bis 1862 Schüler von Hermann Dyckan der Zeichenschule für Kunsthandwerker war. In dieser Zeit entstanden Darstellungen des Altdeutschen Hauses in Hildesheim, des Klosters von Heilbronn und des Ulmer Münsters. 1865 wurde er in Kiel ansässig und beschäftigte sich überwiegend mit Innenraumdarstellungen der Hansestadt Lübeck. 1869 bewilligte ihm das preußische Kultusministerium eine Studienreise nach in die Niederlande und nach Belgien, 1871 nach Danzig und 1874 nach Italien. Als er in Kiel kein Auskommen mehr fand, wurde er 1875 in München ansässig.
Verheiratet war er mit Katharina Sürina (Syrina), geb. Zester (1840–1882). Aus dieser Ehe entstammten 3 Kinder, Heinrich (* 1867), Rudolf (1868–1948) – er wurde ebenfalls Maler – und Anna (* 1876).
Sein Bildnis, gemalt 1861 von Hans von Marées, verwahrt die Nationalgalerie in Berlin.

## Werke (Auswahl)
- Betstuhl in der Gottorfer Schlosskapelle, (1857) Kunsthalle zu Kiel
- Das Altdeutsche Haus in der Osterstraße in Hildesheim, Privatbesitz
- Partie aus dem Chor der Domkirche zu Schleswig (1865)
- Aus dem Ulmer Münster, Museumsberg Flensburg
- Der Huldigungssaal im Rathaus von Goslar (um 1868), Schleswig-Holsteinische Landesbibliothek Kiel
- Das Fredenhagenzimmer in Lübeck (1868), Museum für Kunst und Kulturgeschichte der Hansestadt Lübeck
- Die Kriegsstube im Lübecker Rathaus (1878), Stiftung Schleswig-Holsteinische Landesmuseen Schloss Gottorf, Schleswig.